# Saidy Janko
Saidy Janko (* 22. Oktober 1995 in Zürich, Schweiz) ist ein gambischer Fussballspieler, der auch die schweizerische und italienische Staatsbürgerschaft besitzt. Er spielt als Leihspieler von Real Valladolid beim VfL Bochum und wird vorrangig als rechter Aussenverteidiger eingesetzt.

## Familie
Janko kam als Sohn eines Gambiers und einer Italoschweizerin im schweizerischen Zürich zur Welt. Er besitzt sowohl die schweizerische, als auch die italienische und die gambische Staatsbürgerschaft. Er ist der Bruder von Lenny Janko.

## Karriere

### Vereine
Janko kam als Zehnjähriger in die Jugend des FC Zürich. Dort kam er in der zweiten Mannschaft in der drittklassigen 1. Liga Promotion bereits zu ersten Einsätzen im Herrenbereich.
Am 31. August 2013 wechselte Janko für rund eine Million Schweizer Franken am letzten Tag der Transferperiode in die Jugendabteilung von Manchester United, nachdem er den Scouts beim Blue Stars/FIFA Youth Cup aufgefallen war. Dort kam er in der U-18, der U-21 und in der UEFA Youth League zum Einsatz. In seiner ersten Saison wurde Janko zum Reserve-Player des Jahres gewählt. Zur Saison 2014/15 rückte Janko in das Kader der ersten Mannschaft auf. Er debütierte am 26. August 2014 bei der 0:4-Niederlage im League Cup gegen die Milton Keynes Dons unter Trainer Louis van Gaal über 45 Minuten, ehe er zur zweiten Halbzeit durch Andreas Pereira ersetzt wurde.
Am 2. Februar 2015 wurde Janko – im Tausch mit Andy Kellett – bis zum Ende der Saison 2014/15 in die Football League Championship an die Bolton Wanderers ausgeliehen. Am 10. Februar 2015 debütierte er beim 3:1-Sieg über den FC Fulham in der zweithöchsten englischen Spielklasse. In seinem ersten Spiel für die Bolton Wanderers erzielte er in der 80. Spielminute mit einem sehenswerten Treffer das zwischenzeitliche 2:1. Bis zum Saisonende kam Janko noch auf neun weitere Einsätze.
Zur Saison 2015/16 kehrte Janko nicht nach Manchester zurück, sondern wechselte in die Scottish Premiership zu Celtic Glasgow. Er erhielt einen Vierjahresvertrag bis zum 30. Juni 2019. In der Saison 2015/16 wurde er mit Celtic schottischer Meister. Janko absolvierte dabei zehn Ligaspiele. Im August 2016 wurde er an den FC Barnsley ausgeliehen. Im Juni 2017 wechselte er nach Frankreich zu AS Saint-Étienne. Dort verbrachte er ein Jahr, bevor er sich dem FC Porto anschloss. Im Anschluss erfolgten zwei einjährige Leihstationen bei Nottingham Forest und dem BSC Young Boys. Nach Ablauf der Leihen kehrte er für zwei Monate zum FC Porto zurück, bevor er sich Real Valladolid anschloss. Im Sommer 2022 wechselte der Schweizer für ein Jahr auf Leihbasis inklusive Kaufoption zum VfL Bochum.
Im Sommer 2023 wechselte er zurück in die Schweiz und schloss sich erneut dem BSC Young Boys an.

### Nationalmannschaft
Janko spielte für Juniorennationalmannschaften der Schweiz. Im Oktober 2021 wechselte er den Verband und debütierte für die gambische A-Nationalmannschaft. Beim Afrika-Cup 2022 stiess er mit Gambia bis in den Viertelfinal vor, wo er mit seiner Mannschaft gegen Kamerun mit 0:2 unterlag.

## Erfolge
- Schottischer Meister: 2016
- Schweizer Meister 2020 mit dem BSC Young Boys